# Микровыражение
Микровыраже́ние — короткое непроизвольное выражение лица, появляющееся на лице человека, пытающегося скрыть или подавить эмоцию. Микровыражения не поддаются сознательному контролю, то есть появляются независимо от желания человека.

## Распознавание
Неопытному наблюдателю микровыражения, как правило, незаметны, так как длятся от 1/25 до 1/5 секунды, в то время как макровыражения — от 1 до 10 секунд. Однако существуют методики обучения распознаванию микровыражений, как, например, программа METT (Micro Expression Training Tool).
Так же по микровыражениям не всегда можно распознать ложь,так как у каждого человека свои эмоции и выражения для каждого случая.
Например удивление длится около 0,5 секунд.

## В теории обмана
Микровыражения отражают настоящее отношение человека к происходящему и, при несоответствии со словами собеседника и/или его макровыражениями (которые относительно легко поддаются произвольному контролю), служат надёжным признаком обмана (не обязательно сознательного), хотя сами по себе выражают только эмоцию. Термин используется Полом Экманом в его теории обмана.

## В кинематографе
Теория П. Экмана о микровыражениях использовалась как сценарная основа сериала «Обмани меня».